# لقنورة
اللقنورة (الاسم العلمي: Lecanora) هي جنس من الفطريات تتبع الفصيلة اللقنورية من رتبة اللقنوريات.

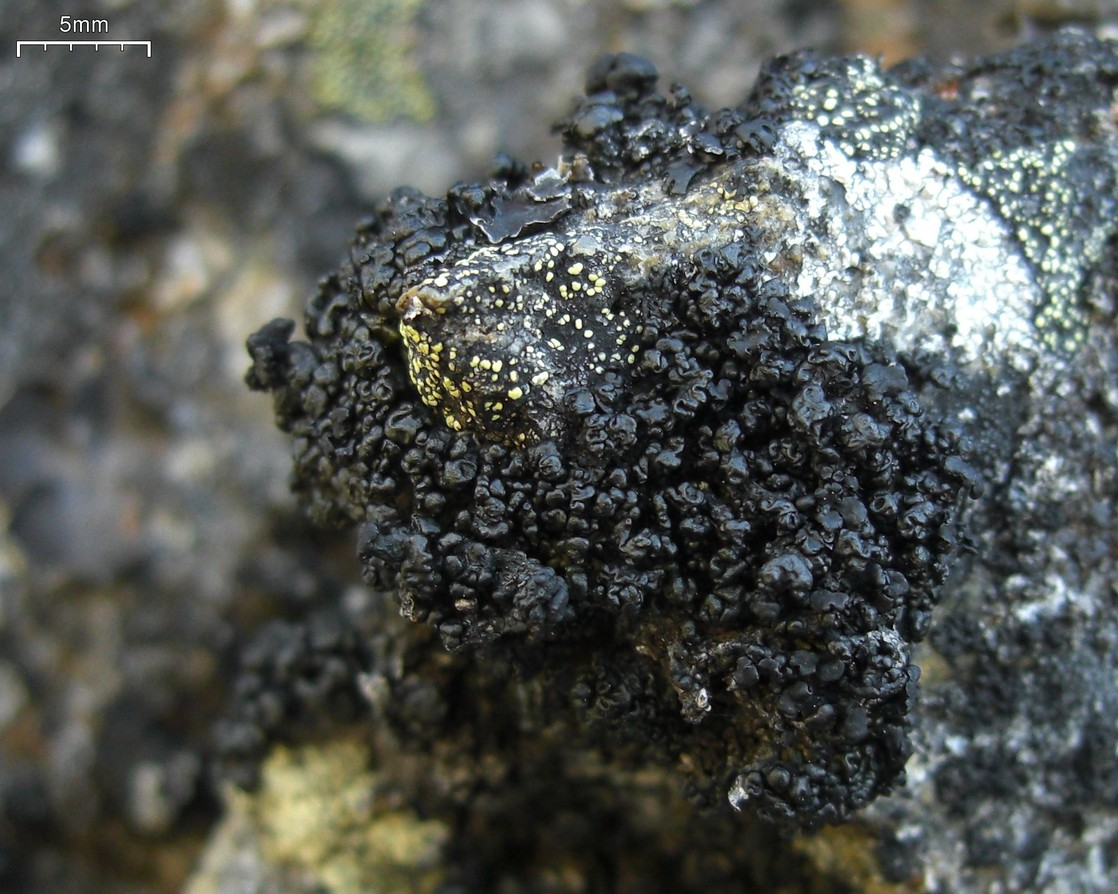
اللقنورة البرينغلية
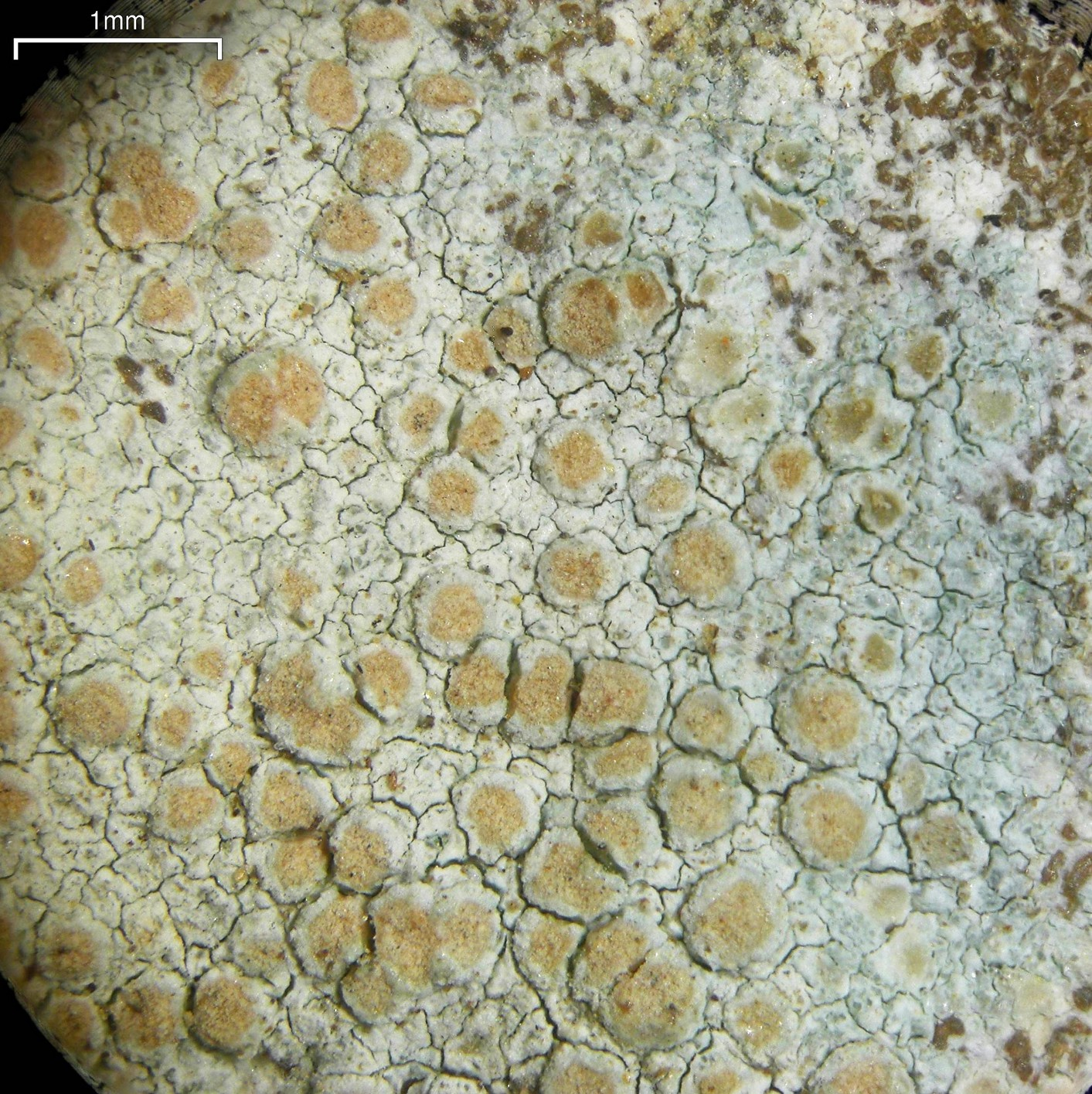
لقنورة جبل الرماد
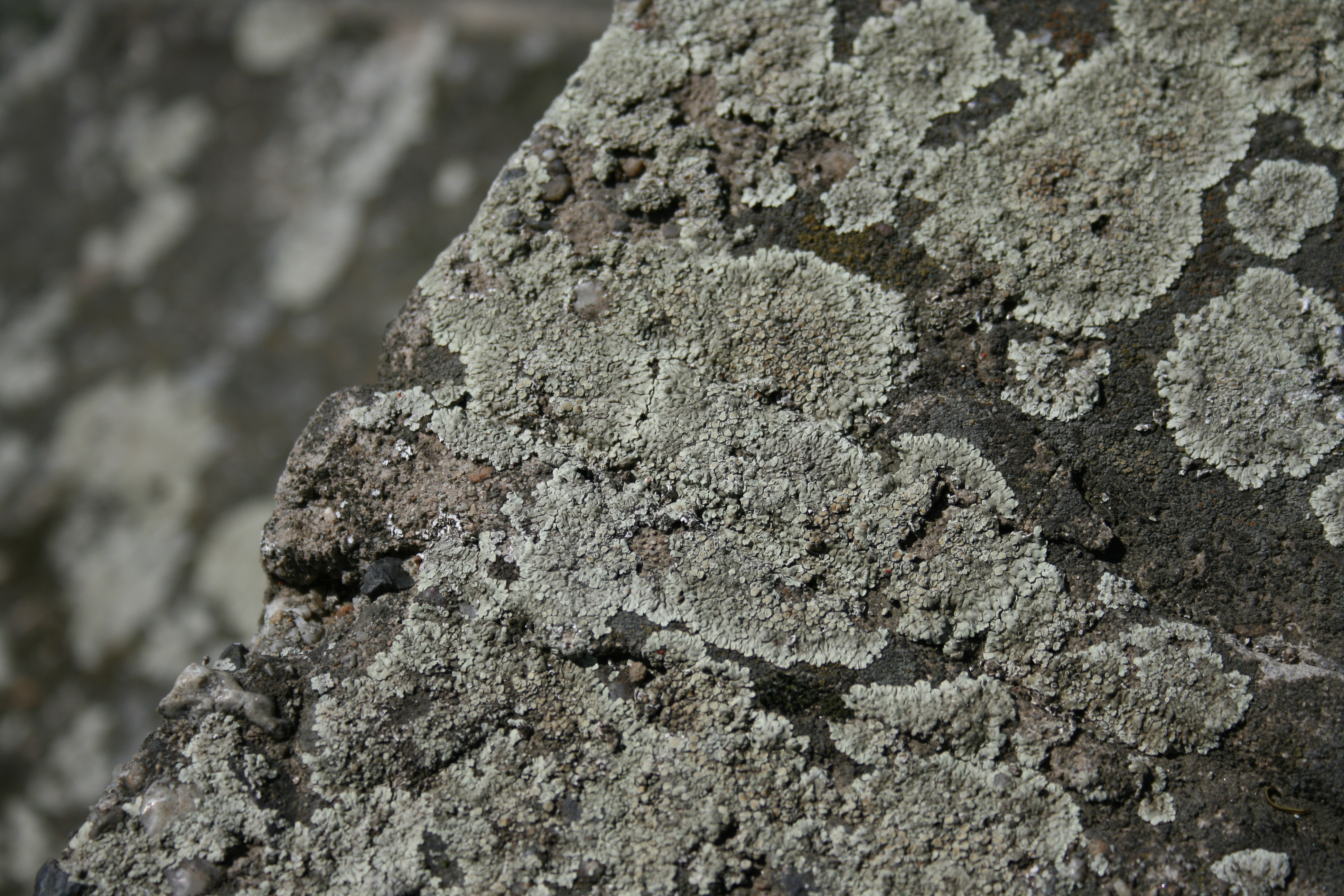
اللقنورة الجدارية
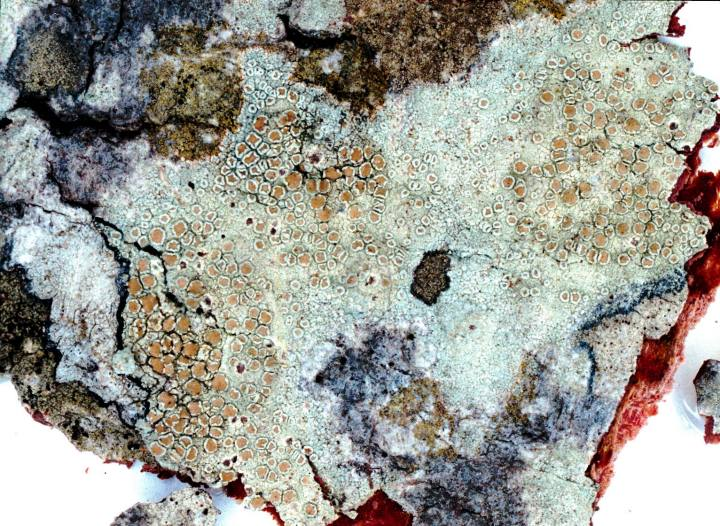
اللقنورة المخروطية
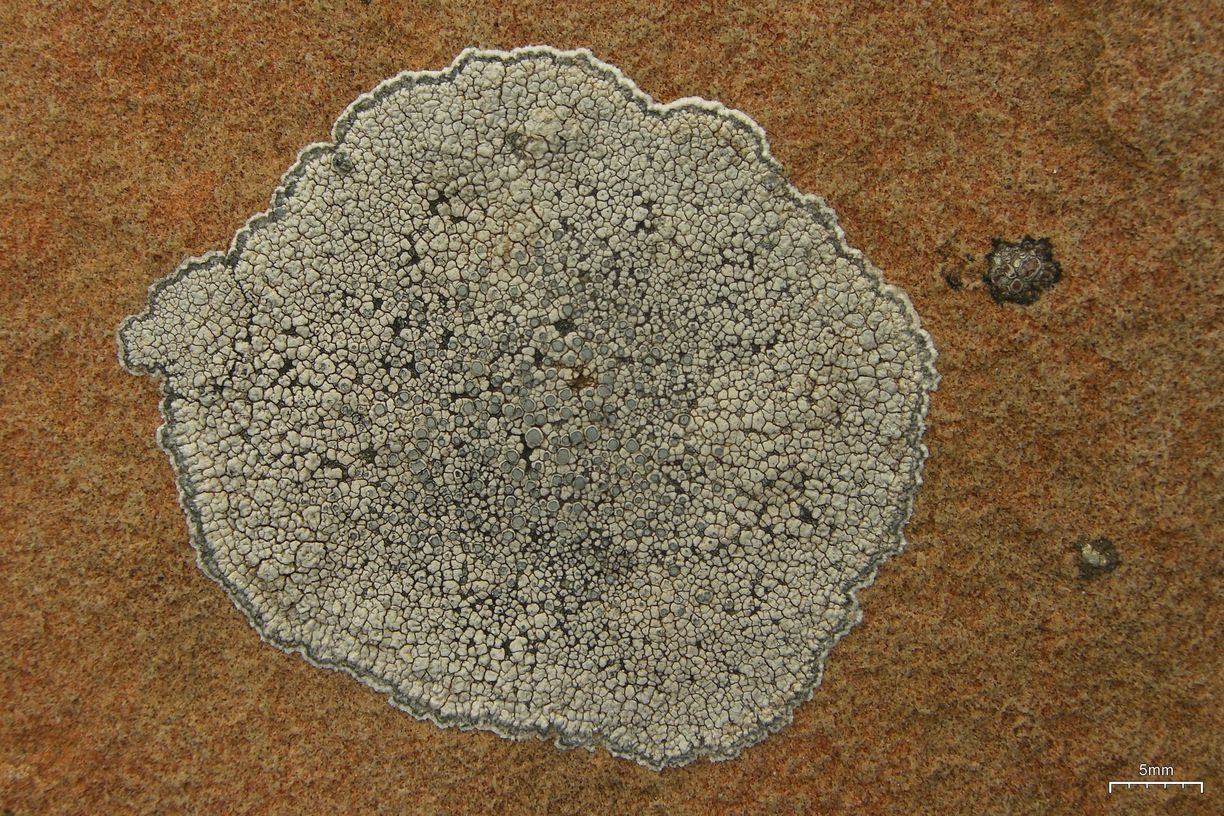
لقنورة أليفة الصخور
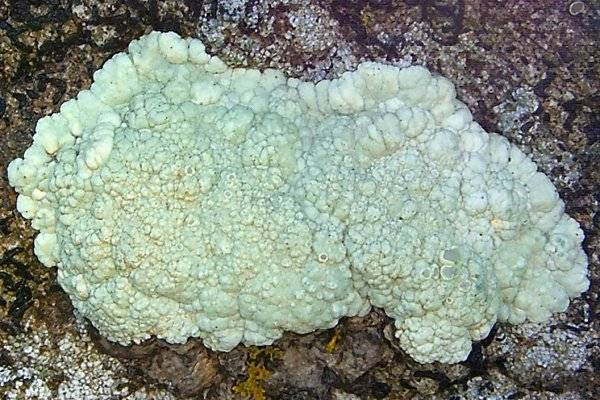
اللقنورة السمينة
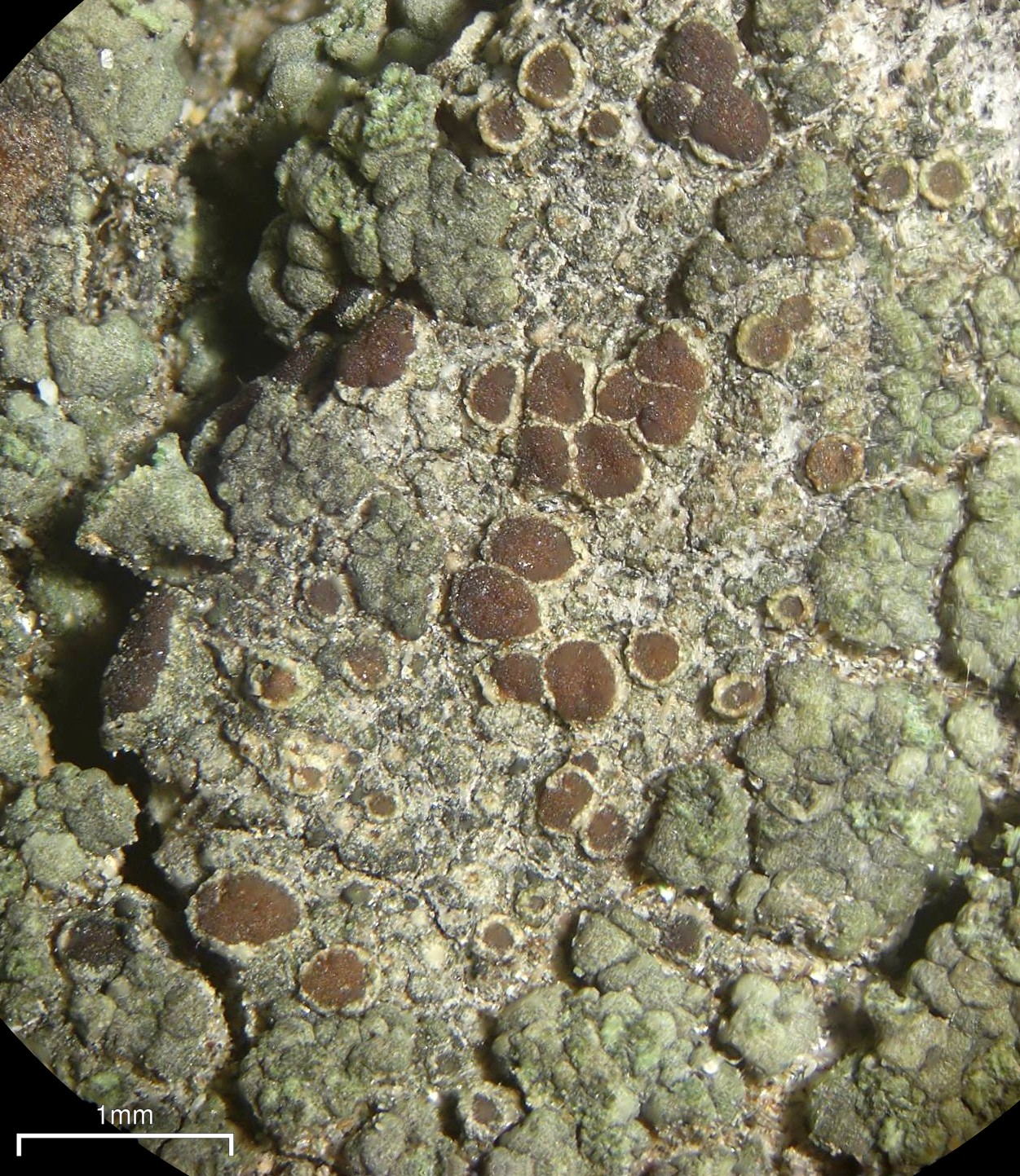
اللقنورة الصفصافية
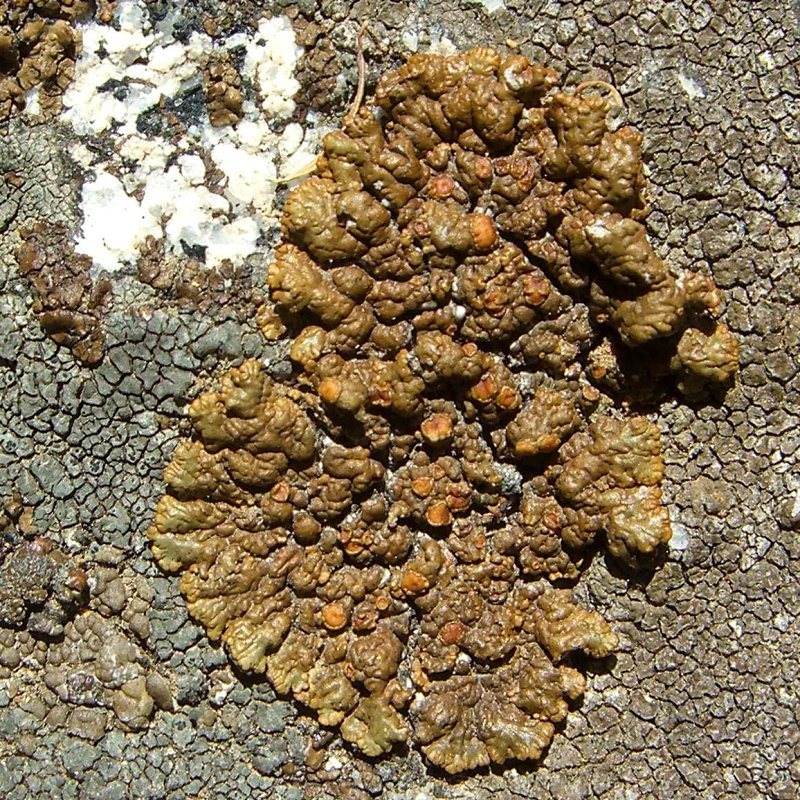
اللقنورة العسلية
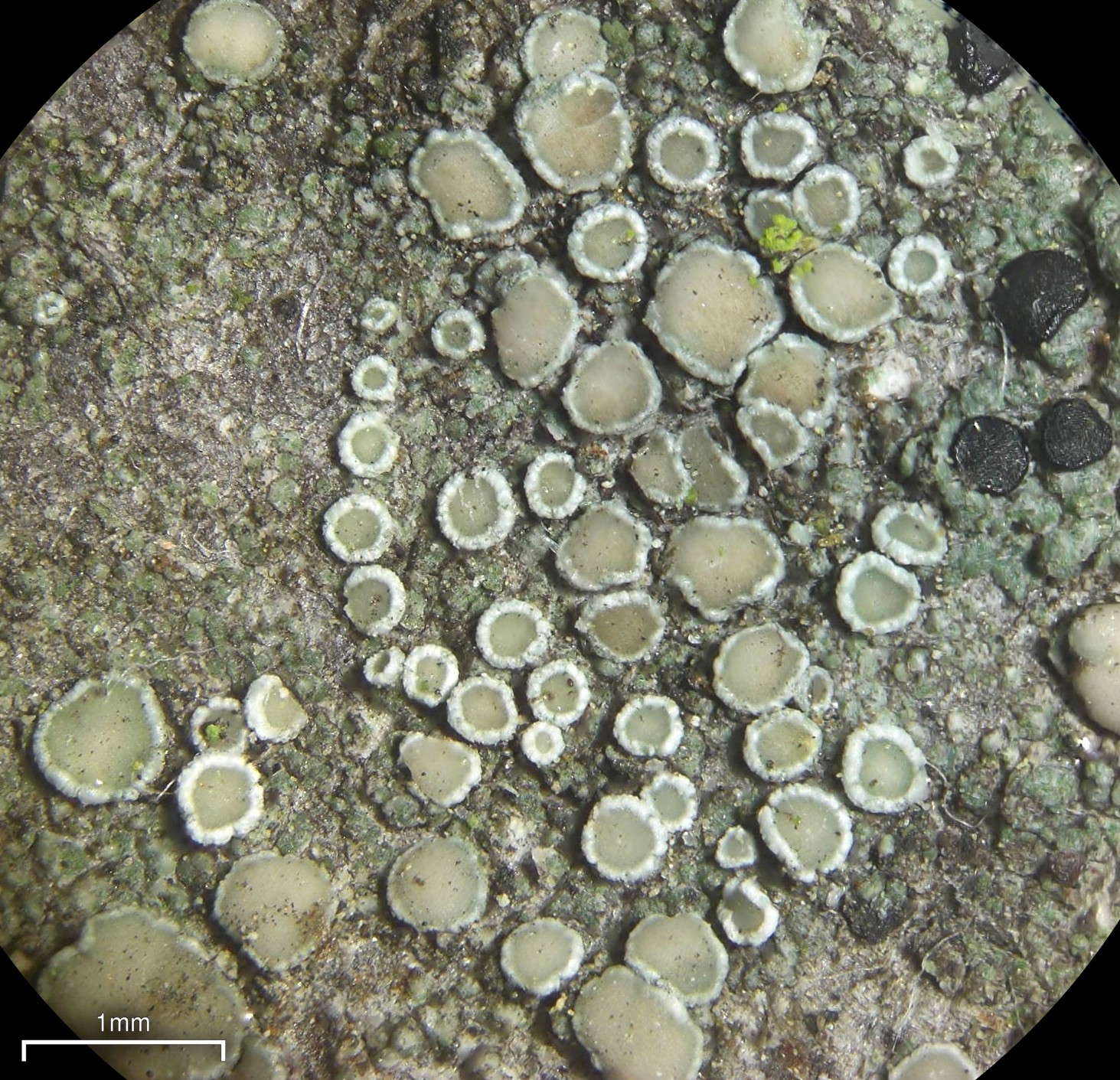
اللقنورة الرخوة

## من أنواع اللقنورة
- لقنورة برينغلية
- لقنورة جبل الرماد
- لقنورة جدارية
- لقنورة صبغية
- لقنورة مخروطية
- لقنورة أليفة الصخور
- لقنورة سمينة
- لقنورة صفصافية
- لقنورة عسلية
- لقنورة رخوة
- لقنورة إبريقية الشكل
- لقنورة أسترالية
- لقنورة أصفر
- لقنورة ألبية
- لقنورة أليفة الأوراق
- لقنورة أمريكية
- لقنورة أنديزية
- لقنورة باريسية
- لقنورة باسيفيكية
- لقنورة بحيرية
- لقنورة بروسية
- لقنورة بريسبنية
- لقنورة بوهيمية
- لقنورة بيضاء
- لقنورة ثؤلولية
- لقنورة جرداء
- لقنورة جنوبية
- لقنورة جيمسية
- لقنورة حرجية
- لقنورة حقلية
- لقنورة خضراء مسودة
- لقنورة داكنة
- لقنورة داكنة الأطراف
- لقنورة درعية
- لقنورة دروموندية
- لقنورة دموية